# Hedersleben (Eisleben)
Hedersleben ist ein Ortsteil der Lutherstadt Eisleben im Landkreis Mansfeld-Südharz in Sachsen-Anhalt.

## Geografie
Der Ort liegt ca. 8 km östlich von Eisleben. Im Ort beginnt der Bach Laweke, der nach Osten zur Salza abfließt.

## Geschichte
Die Gegend um Hedersleben ist seit der Jungsteinzeit besiedelt. Das Dorf selbst wurde im Jahr 1060 erstmals urkundlich erwähnt. 
Am 1. Januar 2010 wurde die bis dahin selbstständige Gemeinde Hedersleben zusammen mit Burgsdorf in die Stadt Lutherstadt Eisleben eingemeindet.

## Wappen und Flagge
Das Wappen wurde am 9. Juni 2009 durch den Landkreis genehmigt.
Blasonierung: „In Grün auf goldenem Schildfuß eine goldene Bockwindmühle mit schwarzer Türöffnung und Eulenloch, aus dem Dach eine goldene Stange ragend, im Schildfuß drei schwarze Bockshörner, das mittlere größer.“
Das Wappen wurde vom Magdeburger Kommunalheraldiker Jörg Mantzsch gestaltet und ins Genehmigungsverfahren geführt.
Die Farben des Ortes sind: Gelb-Grün.
Die Flagge ist Gelb-Grün (1:1) gestreift (Querform: Streifen waagerecht verlaufend, Längsform: Streifen senkrecht verlaufend) und mittig mit dem Wappen belegt.

## Wirtschaft und Infrastruktur

### Verkehr
Zur Bundesstraße 180 die Aschersleben und Naumburg (Saale) verbindet, sind es in westlicher Richtung ca. 6,8 km.

## Persönlichkeiten
Der Jäger und Jagdschriftsteller Alexander Florstedt wurde in Hedersleben geboren.
Karl Emil Adelbert von Herder (1779–1857, Nobilitierung 1802), der Sohn Johann Gottfried Herders, des bekannten Dichters und Philosophen der Weimarer Klassik, führte 1794/95 auf Vermittlung seines Paten Johann Wilhelm Ludwig Gleim im Amt Hedersleben der preußisch-prinzlichen Kammer zu Magdeburg beim Oberamtmann Morgenstern ein landwirtschaftliches Volontariat durch. Morgenstern besuchte im Oktober 1794 die Familie Herder in Weimar.
Auch Konrad Leberecht Marschall von Bieberstein (1695–1768), ein preußischer Generalleutnant der Kavallerie sowie Erbherr auf Reichstädt und Bethenhausen, wurde in Hedersleben geboren.
Christiane Eleonore von Zeutsch, Tochter des Georg Vollrath von Zeutsch und der Christiane geb. von Weißenbach, wurde am 5. Juni 1666 auf dem Gut in Hedersleben geboren. Ihre Enkeltochter wurde durch Heirat die russische Zarin Katharina II., auch die Große genannt.